# 돌입 전류

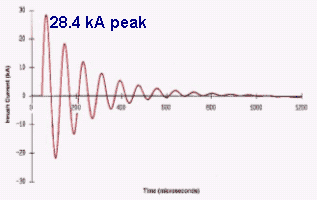
커패시터 뱅크의 통전 동안 돌입 전류 과도 현상의 예.

돌입 전류(Inrush current), 전류 서지 입력(input surge current) 또는 스위치 온 서지(switch-on surge)는 전기기기의 전원을 켤 때, 일시적으로 흐르는 최대 순간 압력 전류를 말한다.

## 변압기
변압기는 처음에 통전이 이루어지면, 변압기 정격 전류보다 더 큰 10 ~ 15 배까지 과도 전류는 몇 사이클 동안 흐를수 있다.

## 보호
직선과 직렬 저항은 전류 충전 입력 커패시터를 제한하는데 사용될 수 있다. NTC 서미스터의 저항은 온도가 올라감에 따라 감소한다.
돌입 전류 제한기가 자체 가열되는 바와 같이, 전류가 그것을 통해 흐르고 가열하기 시작한다. 그 저항은 감소하기 시작하며 상대적으로 작은 전류 흐름이 입력 축전기를 충전한다.